# 开普科勒尔
開普科勒爾（Cape Coral, Florida）又譯科勒爾角、珊瑚角，是美國佛羅里達州李縣的一個城市，位於佛羅里達半島西岸克盧薩哈奇河河口北岸，西臨墨西哥灣。面積298.1平方公里，2006年人口151,389人。
1965年開埠，1970年8月建市。